# NGC 7497
NGC 7497 este o galaxie situată în constelația Pegas. A fost descoperită în 15 octombrie 1784 de către William Herschel. Se află la o distanță de 16,44 megaparseci de Pământ.